# Стрелка (фестиваль)

Символика фестиваля 2008 года

 «Стрелка» — ежегодный фестиваль, который представляет на своих площадках всё разнообразие современного дизайна: выставки, презентации новейших продуктов, лекции известных дизайнеров, экспериментальные проекты и уникальные возможности для общения.

## Место проведения
Традиционно фестиваль начинается в Нижнем Новгороде, а затем продолжает свою выставочную программу в других городах. Работы победителей и лауреатов «Стрелки» уже были показаны в Кирове, Москве, Набережных Челнах, Новосибирске, Пензе, Санкт-Петербурге, Саратове, Саранске, Смоленске, Тольятти и Чебоксарах.

## Статус фестиваля
«Стрелка 2008» имеет статус международного студенческого фестиваля и включает в себя: конкурсную, образовательную и внеконкурсную программы.
Фестиваль организован Международной ассоциацией «Союз дизайнеров», творческой мастерской “RekinArt”, дизайн-студией «Арт-пресс» при поддержке Межгосударственного фонда гуманитарного сотрудничества стран СНГ, Российской академии художеств, Правительства Нижегородской области, Нижегородского государственного архитектурно-строительного университета и Нижегородского художественного училища.
В 2008 г. конкурсная часть приобрела статус студенческой, на конкурс приглашались студенты и выпускники ВУЗов, а также учебных заведений дополнительного профессионального образования по всем направлениям дизайна, соответствующим номинациям фестиваля.